# Fredrik Džejmson
Fredrik Džejmson (Кливленд, 14. april 1934 — Дарам, 22. septembar 2024) bio je američki književni kritičar i teoretičar Marksističke politike. Najviše je poznat po svojoj analizi savremenih kulturnih težnji. Postmodernizam je jednom opisao kao uprostoravanje kulture pod pritiskom organizovanog kapitalizma. Džejmsonove najpoznatije knjige sadrže: Postmodernizam, ili, Kulturalna logika kasnog kapitalizma, Politička nesvestnost i Marksizam.
Džejmson je trenutno Knut Šmid-Nijelsonov profesor komparativne književnosti i studija romantizma (Francuskog)i direktor Centra za kritičke teorije na Djuk univerzitetu.

## Detinjstvo i mladost
Njegovi interesi, odveli su Džejmsona na intenzivnije izučavanje marksističke književne teorije. Dok je Karl Marks postajao bitna figura i imao veliki uticaj u Američkim društvenim naukama, Delimično je uticalo i to što je dosta evropskih intelektualaca zbog Drugog svetskog rata izbeglo u Ameriku, kao što je Teodor Adorno, književni i kritički rad zapadnog marksizma, još uvek je većim delom bio nepoznat američkim akademijama, kasnih '50-ih i ranih '60-ih.
Na Džejmsonov preokret ka Marksizmu, takođe je imala uticaja njegova politička povezanost sa Novom Levicom i Pacifističkim pokretima. Takođe je uticaj imala i Kubanska revolucija, koju je Džejmson uzeo kao znak da je "Marksizam živ i dobar kao kolektivni pokret i kao kulturalno produktivna snaga". Njegova istraživanja su se fokusirala na kritičku teoriju: Mislioci, i uticaj su imali, Frankfurtska škola, kao što su Kenet Burk, Đorđe Lukas, Ernst Bloh, Teodor Adorno, Valter Bedžamin, Herbert Markuze, Luis Altuzer i Sartre, koji je na kulturološki kriticizam gledao kao na integral Marksističke teorije. Ovo je predstavljalo razdvajanje od klasičnog Marksizma-Lenjinizma, koji je imao uzak pogled na istorijski materijalizam. U nekim pogledima Džejmson je bio zabrinut, zajedno sa ostalim Marksističkim kulturalnim kritičarima kao što je Teri Iglton. Veza marksizma je jako izražena sa današnjom filozofijom i književnim trendovima. 1969. godine, Džejmson je osnovao Marksističku književnu grupu, sa njegovim diplomcima na univerzitetu u Kaliforniji.
Ideologija pravoslavnog marksizma je držala to da je ekonomija osnova za sve, zapadnjački marksisti kritički su analizirali kulturu kao istorijski i društveni fenomen, zajedno sa vezom između ekonomske produktivnosti i politikom. Mislili su da se kultura mora izučavati korišćenjem Hegegelijskog koncepta koji je imanentna kritika: Teorija koja odgovara opisu i kriticizmu filozofskog ili kulturološkog teksta i da se taj tekst mora odvijati u istim uslovima koje i sam tekst koristi. Marks naglašava imanentne kritike u svojim ranim pisanjima, izveden od Hegelovog razvoja dialektičkog razmišljanja u pokušaju,kako Džejmson komentariše, „Da se silno podigne pred svojim koracima.“

## Bibliografija
1. Sartre: The Origins of a Style. New Haven: Yale University Press. 1961.
2. Marxism and Form: Twentieth Century Dialectical Theories of Literature. Princeton: Princeton University Press. 1971.
3. The Prison-House of Language: A Critical Account of Structuralism and Russian Formalism. Princeton: Princeton University Press. 1972. for more info see:[1]
4. Fables of Aggression: Wyndham Lewis, the Modernist as Fascist. Berkeley: University of California Press. 1979. Reissued: 2008 (Verso)
5. The Political Unconscious: Narrative as a Socially Symbolic Act. Ithaca, N.Y.: Cornell University Press. 1981.
6. The Ideologies of Theory. Essays 1971–1986. Vol. 1: Situations of Theory. Minneapolis: University of Minnesota Press. 1988.
7. The Ideologies of Theory. Essays 1971–1986. Vol. 2: The Syntax of History. Minneapolis: University of Minnesota Press. 1988.
8. Postmodernism and Cultural Theories (Chinese: 后现代主义与文化理论; pinyin: Hòuxiàndàizhǔyì yǔ wénhuà lǐlùn). Tr. Tang Xiaobing. Xi'an: Shaanxi Normal University Press. 1987.
9. Nationalism, Colonialism, and Literature, Derry: Field Day, 1988. A collection of three Field Day Pamphlets by Fredric Jameson, Terry Eagleton and Edward Said.
10. Late Marxism: Adorno, or, The Persistence of the Dialectic. London & New York: Verso. 1990.
11. Signatures of the Visible. New York & London: Routledge. 1990.
12. Postmodernism, or, the Cultural Logic of Late Capitalism. Durham, NC: Duke University Press. 1991.
13. The Geopolitical Aesthetic: Cinema and Space in the World System. Bloomington: Indiana University Press. 1992.
14. The Seeds of Time. The Wellek Library lectures at the University of California, Irvine. New York: Columbia University Press. 1994.
15. Brecht and Method. London & New York: Verso. 1998. Reissued: 2011 (Verso)
16. The Cultural Turn: Selected Writings on the Postmodern, 1983-1998. London & New York: Verso. 1998. Reissued: 2009 (Verso)
17. The Jameson Reader. Ed. Michael Hardt and Kathi Weeks. Oxford: Blackwell. 2000.
18. A Singular Modernity: Essay on the Ontology of the Present. London & New York Verso. 2002.
19. Archaeologies of the Future: The Desire Called Utopia and Other Science Fictions. London & New York: Verso. 2005.
20. The Modernist Papers. London & New York Verso. 2007.
21. Jameson on Jameson: Conversations on Cultural Marxism Ed. Ian Buchanan. Durham, NC: Duke University Press. 2007.
22. The Ideologies of Theory. London & New York: Verso. 2009. (One-volume edition, with additional essays)
23. Valences of the Dialectic. London & New York: Verso. 2009.
24. The Hegel Variations: On the Phenomenology of Spirit. London & New York: Verso. 2010.
25. Representing 'Capital': A Reading of Volume One. London & New York: Verso. 2011.
26. The Antinomies of Realism. London & New York: Verso. 2013.
27. The Ancients and the Postmoderns: On the Historicity of Forms. London & New York: Verso. 2015.